# Yung FSK18
Yung FSK18, früher bekannt als Action Ahrens (geboren 1995 in Halle (Saale)), ist eine deutsche Rapperin.

## Leben
In ihrer Jugend war Yung FSK18 Teil der lokalen Hip-Hop- und Graffiti-Szene und begann erst im Alter von 19 Jahren mit dem Rappen. Zunächst hielt sie sich im Hintergrund, bevor sie heimlich zu Hause Texte schrieb und später auch öffentlich freestylte. Ihr Debüt als Action Ahrens gab sie 2017. Ihr erstes Album Koks und Karren (2019) war von ihrer persönlichen und oft chaotischen Lebensweise geprägt. Im Jahr 2020 änderte sie ihren Künstlernamen zur Symbolisierung eines Neuanfangs zu Yung FSK18. Heute lebt sie in Leipzig und ist nicht nur Rapperin, sondern auch Video-Künstlerin und Sozialarbeiterin.

## Wirken
Yung FSK18 ist für ihre provokanten Texte bekannt, die stark autobiografisch geprägt sind und Themen wie das Nachtleben in ostdeutschen Großstädten, Sexismus im Rap-Business und die Sehnsucht nach tiefen Emotionen behandeln. Ihre Musik setzt sich kritisch mit Social Media, Konsumverhalten und stereotypen Geschlechterrollen auseinander. Ihr Stil vereint Elemente des Hedonismus und der weiblichen Sexualität mit einem sexpositiven Feminismus, was ihr eine besondere Stellung in der deutschen Rap-Szene verschafft hat.
Ihre Werke sind ein Mix aus poppigen Beats und tiefgründigen Texten, die sowohl Lebensfreude als auch die dunklen Seiten des Hedonismus widerspiegeln. Ihr Album 18plus und die EP Libido erzählen von ihrer persönlichen Erfahrung, die sowohl von Genuss als auch von den Schattenseiten des exzessiven Lebens geprägt sind. In ihren Texten thematisiert sie Freundschaft, Lifestyle und gesellschaftliche Kritik, oft verpackt in einer feministisch motivierten Botschaft.
Neben ihrer Musikkarriere engagiert sich Yung FSK18 auch politisch und künstlerisch. Sie betont stets, dass ihre Musik eine Form des Widerstands gegen gesellschaftliche Zwänge darstellt und insbesondere junge Frauen zu einer Befreiung von diesen Zwängen ermutigen soll.
Seit März 2024 steht sie bei Audiolith Records unter Vertrag und ging mit dem Erscheinen ihrer EP Libido auf ihre Tournee Komm auf die Tour 2024.

## Rezeption (Auswahl)
Andreas Borcholte bezeichnet im Der Spiegel die Umbenennung von Action Ahrens zu FSK18 wäre wegen pornösen Textimpulse „lustig, aber bisschen boring“. Aber ihr Debütablum wäre ein schön minimalistisches und unverschämtes Sex- und Drill-Rap-Debüt.
Die Redaktion des Musikexpress meint zu ihrem Debütalbum, dass Yung FSK18 „damit mehr Facetten und Zwischentöne in den HipHop bringen“ will. Auf dem Album würde es um das „Erwachsenwerden, genauso wie um Sex-Positivity und Selbstempowerment“ gehen.
Max Feller vom Frizz Leipzig findet ihr Album obszön, aggressiv und schnell mit wuchtige Frauenpower inklusive. Ihre Performance schmettert dabei ein facettenreiches, ein menschliches Frauenbild entgegen, das voll in die Fresse knallt.

## Diskografie (Auswahl)
Alben
- 2022: 18plus (Schmutz Records, mit Rattenjunge)

EPs
- 2020: Sextape (Schmutz Records, mit Rattenjunge)
- 2020: Dieses Business (Schmutz Records, mit Rattenjunge)
- 2024: Libido (Audiolith Records, mit Rattenjunge)

Singles
- 2024: Horny am Handy (Audiolith Records, mit Bierbabes)
- 2024: Samenraub (Audiolith Records, mit Ghetto B. & Admiral Klatsch)
- 2024: Patrick Swayze (Audiolith Records, mit Rattenjunge)